# Giv'olim
Giv'olim (hebrejsky גִּבְעוֹלִים, doslova „Stébla“, v oficiálním přepisu do angličtiny Giv'olim) je vesnice typu mošav v Izraeli, v Jižním distriktu, v Oblastní radě Sdot Negev.

## Geografie
Leží v nadmořské výšce 120 metrů na severozápadním okraji pouště Negev; v oblasti která byla od 2. poloviny 20. století intenzivně zúrodňována a zavlažována a ztratila téměř charakter pouštní krajiny. Jde o zemědělsky obdělávaný pás nedaleko od pásma Gazy, navazující na pobřežní nížinu.
Obec se nachází 22 kilometrů od břehu Středozemního moře, cca 76 kilometrů jihojihozápadně od centra Tel Avivu, cca 73 kilometrů jihozápadně od historického jádra Jeruzalému a 3 kilometry jižně od města Netivot. Giv'olim obývají Židé, přičemž osídlení v tomto regionu je etnicky převážně židovské.
Giv'olim je na dopravní síť napojen pomocí lokální silnice 2444. Východně od vesnice prochází dálnice číslo 25.

## Dějiny
Giv'olim byl založen v roce 1952. Jde o součást jednotně řešeného bloku těsně na sebe navazujících zemědělských vesnic zvaného Šaršeraot. Tvoří jej obce Giv'olim, Ma'agalim, Mlilot, Šaršeret a Šibolim. Původně se mošav pracovně nazýval Šaršeret Dalet ('שרשרת ד). Nynější název je odvozen od biblického citátu z Knihy Exodus 9,31: „Potlučen byl len a ječmen, protože ječmen byl už v klasech a len nasazoval tobolky“
Zakladateli vesnice byla skupina Židů ze severovýchodního Iráku, z regionu na pomezí Íránu a Kurdistánu, napojených na náboženskou sionistickou organizaci ha-Po'el ha-Mizrachi, kteří se zde usadili 28. září 1952. Zpočátku byly ekonomické podmínky ve vesnici složité. Teprve po jisté době došlo k výstavbě stálých domů. Z 60 zakládajících rodin jich zhruba polovina odešla. Hospodářské potíže trvaly i v 60. letech 20. století. Do vesnice přišlo několik nových rodin, aby posílily upadající populaci. Roku 1959 byla v mošavu otevřena nová synagoga.
Místní ekonomika je založena na zemědělství (pěstování květin, zeleniny a citrusů, chov dobytka). Část obyvatel se zabývá obchodem a podnikáním. Funguje tu synagoga, mikve a sportovní areály.

## Demografie
Obyvatelstvo mošavu je smíšené, tedy sekulární i nábožensky orientované. Podle údajů z roku 2014 tvořili naprostou většinu obyvatel v Giv'olim Židé (včetně statistické kategorie "ostatní", která zahrnuje nearabské obyvatele židovského původu ale bez formální příslušnosti k židovskému náboženství).
Jde o menší obec vesnického typu s dlouhodobě stagnující populací. K 31. prosinci 2014 zde žilo 329 lidí. Během roku 2014 populace stoupla o 7,2 %.
| Rok            | 1961 | 1972 | 1983 | 1995 | 2001 | 2003 | 2004 | 2005 | 2006 | 2007 | 2008 | 2009 | 2010 | 2011 | 2012 | 2013 | 2014 |
| -------------- | ---- | ---- | ---- | ---- | ---- | ---- | ---- | ---- | ---- | ---- | ---- | ---- | ---- | ---- | ---- | ---- | ---- |
| Počet obyvatel | 296  | 190  | 252  | 230  | 231  | 259  | 268  | 283  | 296  | 331  | 303  | 268  | 270  | 294  | 304  | 307  | 329  |